# Torneo Promoción Pre-Intermedia 2016
El Torneo Promoción Pre-Intermedia 2016 o Promoción B Nacional 2016 de la Tercera División del fútbol paraguayo, es la sexta edición de la Primera División B Nacional, organizado por la Unión del Fútbol del Interior.
Desde el 2014 se definió que los campeonatos de esta división se denomine con su nombre oficial "Campeonato Nacional B" solo en los años impares, cuando otorga un cupo y medio para el ascenso a la División Intermedia y en los años pares se denomine "Torneo Promoción Pre-Intermedia" o "Torneo Promoción Nacional B" ya que solo otorga al ganador el derecho a jugar el repechaje contra el subcampeón de la Primera División B. 
Inició el 3 de julio y los actos inaugurales se realizaron en el estadio del club 22 de Setiembre de Encarnación, previo al encuentro en el que el local derrotó al club Sol del Este por 3 a 0. El 25 de septiembre se jugó el segundo partido final que consagró al club 22 de Setiembre de Encarnación como campeón del torneo, al ganar desde la tanda de penales al club R.I. 3 Corrales de Ciudad del Este.
De esta forma el club 22 de Setiembre de Encarnación además del título de campeón se ganó el derecho de jugar el repechaje ante el club Ameliano, subcampeón de la Primera División B por el último cupo de ascenso a la Segunda División.

## Equipos participantes
Participaron 10 equipos en el campeonato.
- Club R.I. 3 Corrales de Ciudad del Este.
- Club Deportivo Sol del Este de Ciudad del Este.
- Club Cerro Porteño de Presidente Franco.
- 22 de Setiembre FBC de Encarnación.
- Sportivo 2 de Mayo de Pedro Juan Caballero.
- Centro de Formación de Futbolistas de Canindeyú (CEFFCA) de Salto del Guairá.
- Club JDK de San José de los Arroyos.
- Sportivo Carapeguá (como Liga Carapegueña).
- Paranaense Fútbol Club de Ciudad del Este (como Liga Paranaense).
- Liga Encarnacena.

Los equipos de los clubes Choré Central, 4 de Octubre y de las ligas Concepcionera, Pilarense y Campo 9 optaron por no participar ese año. Tras estar ausente dos temporadas por problemas económicos Sol del Este vuelve a la competencia.

## Primera fase
Para la primera fase los equipos se dividieron en dos grupos de 5 equipos. Se jugaron en cada grupo todos contra todos en partidos de ida y vuelta, además los equipos que quedaban libres en cada grupo por fecha jugaron en partidos interseriales. De esta primera fase clasificaron dos equipos de cada grupo a las semifinales, para esa instancia el primero de cada grupo enfrentó al segundo del otro grupo.
| Pos. | Grupo A    | PJ | PG | PE | PP | GF | GC | DG  | Pts |
| ---- | ---------- | -- | -- | -- | -- | -- | -- | --- | --- |
| 1º   | 2 de Mayo  | 10 | 6  | 2  | 2  | 25 | 9  | 16  | 20  |
| 2º   | 3 Corrales | 10 | 6  | 2  | 2  | 21 | 11 | 10  | 20  |
| 3º   | JDK        | 10 | 4  | 4  | 2  | 13 | 8  | 5   | 16  |
| 4º   | CEFFCA     | 10 | 5  | 1  | 4  | 18 | 18 | 0   | 16  |
| 5º   | Paranaense | 10 | -  | 1  | 9  | 2  | 28 | -26 | 1   |

| Pos. | Grupo B          | PJ | PG | PE | PP | GF | GC | DG  | Pts |
| ---- | ---------------- | -- | -- | -- | -- | -- | -- | --- | --- |
| 1º   | Cerro Porteño PF | 10 | 6  | -  | 4  | 13 | 11 | 2   | 18  |
| 2º   | 22 de Setiembre  | 10 | 5  | 2  | 3  | 15 | 10 | 5   | 17  |
| 3º   | Carapeguá        | 10 | 5  | 2  | 3  | 16 | 13 | 3   | 17  |
| 4º   | Encarnacena      | 10 | 3  | 3  | 4  | 14 | 11 | 3   | 12  |
| 5º   | Sol del Este     | 10 | 1  | 1  | 8  | 10 | 28 | -18 | 4   |

|  | Clasificados a la semifinal. |

### Resultados
| Fecha 1         | Fecha 1   | Fecha 1          | Fecha 1    |
| --------------- | --------- | ---------------- | ---------- |
| Grupo A         |           |                  |            |
| Local           | Resultado | Visitante        | Fecha      |
| 2 de Mayo       | 6 - 0     | Paranaense       | 3 de julio |
| Ceffca          | 0 - 2     | 3 Corrales       | 3 de julio |
| Grupo B         |           |                  |            |
| Local           | Resultado | Visitante        | Fecha      |
| 22 de Setiembre | 3 - 0     | Sol del Este     | 3 de julio |
| Carapeguá       | 1 - 0     | Encarnacena      | 3 de julio |
| Interserial     |           |                  |            |
| Local           | Resultado | Visitante        | Fecha      |
| Club JDK        | 2 - 0     | Cerro Porteño PF | 3 de julio |

| Fecha 2          | Fecha 2   | Fecha 2         | Fecha 2     |
| ---------------- | --------- | --------------- | ----------- |
| Grupo A          |           |                 |             |
| Local            | Resultado | Visitante       | Fecha       |
| Club JDK         | 1 - 1     | Ceffca          | 8 de julio  |
| 3 Corrales       | 2 - 1     | 2 de Mayo       | 10 de julio |
| Grupo B          |           |                 |             |
| Local            | Resultado | Visitante       | Fecha       |
| Encarnacena      | 5 - 0     | Sol del Este    | 10 de julio |
| Cerro Porteño PF | 1 - 0     | Carapeguá       | 10 de julio |
| Interserial      |           |                 |             |
| Local            | Resultado | Visitante       | Fecha       |
| Paranaense       | 0 - 3     | 22 de Setiembre | 9 de julio  |

| Fecha 3         | Fecha 3   | Fecha 3          | Fecha 3     |
| --------------- | --------- | ---------------- | ----------- |
| Grupo A         |           |                  |             |
| Local           | Resultado | Visitante        | Fecha       |
| 2 de Mayo       | 3 - 0     | Club JDK         | 17 de julio |
| Paranaense      | 0 - 2     | 3 Corrales       | 17 de julio |
| Grupo B         |           |                  |             |
| Local           | Resultado | Visitante        | Fecha       |
| Sol del Este    | 2 - 3     | Cerro Porteño PF | 17 de julio |
| 22 de Setiembre | 1 - 0     | Encarnacena      | 17 de julio |
| Interserial     |           |                  |             |
| Local           | Resultado | Visitante        | Fecha       |
| Ceffca          | 2 - 1     | Carapeguá        | 17 de julio |

| Fecha 4          | Fecha 4   | Fecha 4         | Fecha 4     |
| ---------------- | --------- | --------------- | ----------- |
| Grupo A          |           |                 |             |
| Local            | Resultado | Visitante       | Fecha       |
| Club JDK         | 0 - 0     | Paranaense      | 24 de julio |
| Ceffca           | 2 - 1     | 2 de Mayo       | 24 de julio |
| Grupo B          |           |                 |             |
| Local            | Resultado | Visitante       | Fecha       |
| Cerro Porteño PF | 2 - 0     | 22 de Setiembre | 24 de julio |
| Carapeguá        | 3 - 2     | Sol del Este    | 24 de julio |
| Interserial      |           |                 |             |
| Local            | Resultado | Visitante       | Fecha       |
| Encarnacena      | 3 - 1     | 3 Corrales      | 24 de julio |

| Fecha 5         | Fecha 5   | Fecha 5          | Fecha 5     |
| --------------- | --------- | ---------------- | ----------- |
| Grupo A         |           |                  |             |
| Local           | Resultado | Visitante        | Fecha       |
| Club JDK        | 0 - 0     | 3 Corrales       | 28 de julio |
| Paranaense      | 0 - 2     | Ceffca           | 31 de julio |
| Grupo B         |           |                  |             |
| Local           | Resultado | Visitante        | Fecha       |
| 22 de Setiembre | 0 - 0     | Carapeguá        | 31 de julio |
| Encarnacena     | 2 - 1     | Cerro Porteño PF | 31 de julio |
| Interserial     |           |                  |             |
| Local           | Resultado | Visitante        | Fecha       |
| 2 de Mayo       | 6 - 2     | Sol del Este     | 31 de julio |

| Fecha 6          | Fecha 6   | Fecha 6         | Fecha 6     |
| ---------------- | --------- | --------------- | ----------- |
| Grupo A          |           |                 |             |
| Local            | Resultado | Visitante       | Fecha       |
| Paranaense       | 0 - 2     | 2 de Mayo       | 6 de agosto |
| 3 Corrales       | 5 - 2     | Ceffca          | 7 de agosto |
| Grupo B          |           |                 |             |
| Local            | Resultado | Visitante       | Fecha       |
| Sol del Este     | 2 - 1     | 22 de Setiembre | 6 de agosto |
| Encarnacena      | 1 - 1     | Carapeguá       | 7 de agosto |
| Interserial      |           |                 |             |
| Local            | Resultado | Visitante       | Fecha       |
| Cerro Porteño PF | 1 - 2     | Club JDK        | 7 de agosto |

| Fecha 7         | Fecha 7   | Fecha 7          | Fecha 7      |
| --------------- | --------- | ---------------- | ------------ |
| Grupo A         |           |                  |              |
| Local           | Resultado | Visitante        | Fecha        |
| 2 de Mayo       | 2 - 2     | 3 Corrales       | 14 de agosto |
| Ceffca          | 3 - 2     | Club JDK         | 14 de agosto |
| Grupo B         |           |                  |              |
| Local           | Resultado | Visitante        | Fecha        |
| Sol del Este    | 1 - 1     | Encarnacena      | 13 de agosto |
| Carapeguá       | 0 - 1     | Cerro Porteño PF | 14 de agosto |
| Interserial     |           |                  |              |
| Local           | Resultado | Visitante        | Fecha        |
| 22 de Setiembre | 2 - 1     | Paranaense       | 14 de agosto |

| Fecha 8          | Fecha 8   | Fecha 8         | Fecha 8      |
| ---------------- | --------- | --------------- | ------------ |
| Grupo A          |           |                 |              |
| Local            | Resultado | Visitante       | Fecha        |
| Club JDK         | 0 - 0     | 2 de Mayo       | 19 de agosto |
| 3 Corrales       | 4 - 0     | Paranaense      | 21 de agosto |
| Grupo B          |           |                 |              |
| Local            | Resultado | Visitante       | Fecha        |
| Cerro Porteño PF | 2 - 0     | Sol del Este    | 21 de agosto |
| Encarnacena      | 0 - 0     | 22 de Setiembre | 21 de agosto |
| Interserial      |           |                 |              |
| Local            | Resultado | Visitante       | Fecha        |
| Carapeguá        | 3 - 2     | Ceffca          | 21 de agosto |

| Fecha 9         | Fecha 9   | Fecha 9          | Fecha 9      |
| --------------- | --------- | ---------------- | ------------ |
| Grupo A         |           |                  |              |
| Local           | Resultado | Visitante        | Fecha        |
| Paranaense      | 0 - 4     | Club JDK         | 27 de agosto |
| 2 de Mayo       | 2 - 1     | Ceffca           | 28 de agosto |
| Grupo B         |           |                  |              |
| Local           | Resultado | Visitante        | Fecha        |
| Sol del Este    | 1 - 2     | Carapeguá        | 26 de agosto |
| 22 de Setiembre | 2 - 0     | Cerro Porteño PF | 28 de agosto |
| Interserial     |           |                  |              |
| Local           | Resultado | Visitante        | Fecha        |
| 3 Corrales      | 3 - 1     | Encarnacena      | 28 de agosto |

| Fecha 10         | Fecha 10  | Fecha 10        | Fecha 10     |
| ---------------- | --------- | --------------- | ------------ |
| Grupo A          |           |                 |              |
| Local            | Resultado | Visitante       | Fecha        |
| Ceffca           | 3 - 1     | Paranaense      | 31 de agosto |
| 3 Corrales       | 0 - 2     | Club JDK        | 31 de agosto |
| Grupo B          |           |                 |              |
| Local            | Resultado | Visitante       | Fecha        |
| Carapeguá        | 5 - 3     | 22 de Setiembre | 31 de agosto |
| Cerro Porteño PF | 2 - 1     | Encarnacena     | 31 de agosto |
| Interserial      |           |                 |              |
| Local            | Resultado | Visitante       | Fecha        |
| Sol del Este     | 0 - 2     | 2 de Mayo       | 31 de agosto |

## Segunda fase
A esta fase clasificaron los dos mejores equipos de cada grupo, el primero de un grupo enfrentó al segundo del otro grupo, en partidos de ida y vuelta.
|  | Semifinales        | Semifinales | Semifinales     | Semifinales |   |                 | Final | Final | Final | Final |  |
|  |                    |             |                 |             |   |                 |       |       |       |       |  |
|  |                    |             |                 |             |   |                 |       |       |       |       |  |
|  | Cerro Porteño (PF) | 0           | 0               | 0           |   |                 |       |       |       |       |  |
|  | Cerro Porteño (PF) | 0           | 0               | 0           |   |                 |       |       |       |       |  |
|  | R.I. 3 Corrales    | 2           | 2               | 4           |   |                 |       |       |       |       |  |
|  | R.I. 3 Corrales    | 2           | 2               | 4           |   | R.I. 3 Corrales | 0     | 2     | 2 (2) |       |  |
|  |                    |             |                 |             |   | R.I. 3 Corrales | 0     | 2     | 2 (2) |       |  |
|  |                    |             | 22 de Setiembre | 2           | 0 | 2 (4)           |       |       |       |       |  |
|  | 2 de Mayo          | 1           | 22 de Setiembre | 2           | 0 | 2 (4)           | 1     | 2     |       |       |  |
|  | 2 de Mayo          | 1           |                 |             |   |                 | 1     | 2     |       |       |  |
|  | 22 de Setiembre    | 2           | 1               | 3           |   |                 |       |       |       |       |  |
|  | 22 de Setiembre    | 2           | 1               | 3           |   |                 |       |       |       |       |  |
|  |                    |             |                 |             |   |                 |       |       |       |       |  |

- Nota: En cada llave, el equipo ubicado en la primera línea es el que ejerce la localía en el partido de vuelta.

### Semifinal
Para esta etapa el primero de cada grupo de la fase anterior jugó con el segundo del otro grupo, a dos partidos, en el partido de ida los segundos jugaron el primer partido de local, invirtiéndose la localía para el partido de vuelta. Se tuvo en cuenta la diferencia de gol para definir a los clasificados a la final, si persistía la igualdad se definiría al clasificado por los tiros penales.
| 4 de septiembre de 2016 | 22 de Setiembre                       | 2:1     | 2 de Mayo           | Estadio El Bosque del Decano, Encarnación                |                                                          |
|                         | Gustavo Cubilla 48' · Guido Pérez 75' | Reporte | Santiago Medina 14' | Asistencia: 509 espectadores Árbitro(s): Mauglio Paredes | Asistencia: 509 espectadores Árbitro(s): Mauglio Paredes |

| 11 de septiembre de 2016 | 2 de Mayo       | 1:1     | 22 de Setiembre    | Estadio Río Parapití, Pedro Juan Caballero          |                                                     |
|                          | Pedro Candia 4' | Reporte | Éver Cristaldo 24' | Asistencia: 877 espectadores Árbitro(s): Numan Vera | Asistencia: 877 espectadores Árbitro(s): Numan Vera |

| 4 de septiembre de 2016 | 3 Corrales                             | 2:0     | Cerro Porteño PF | Estadio R.I. 3 Corrales, Ciudad del Este                 |                                                          |
|                         | Elvio González 59' · José González 72' | Reporte |                  | Asistencia: 321 espectadores Árbitro(s): Gustavo Cáceres | Asistencia: 321 espectadores Árbitro(s): Gustavo Cáceres |

| 11 de septiembre de 2016 | Cerro Porteño PF | 0:2     | 3 Corrales                           | Estadio Felipe Giménez, Presidente Franco            |                                                      |
|                          |                  | Reporte | Óscar Ávalos 37' · José González 86' | Asistencia: 200 espectadores Árbitro(s): Celso López | Asistencia: 200 espectadores Árbitro(s): Celso López |

### Finales
La final se disputó al mejor de dos partidos, se definiría por diferencia de gol en primera instancia, si la igualdad seguía se definiría por la tanda de penales. Se coronó campeón el club 22 de Setiembre y así logró jugar un repechaje contra el subcampeón de la Primera División B, por el medio cupo que le corresponde a este campeonato en los años pares para el ascenso a la División Intermedia.
| 18 de septiembre de 2016 | 22 de Setiembre                 | 2:0     | 3 Corrales | Estadio El Bosque del Decano, Encarnación                 |                                                           |
|                          | Juan Gaona 2' · Guido Pérez 50' | Reporte |            | Asistencia: 976 espectadores Árbitro(s): Bernardo Pereira | Asistencia: 976 espectadores Árbitro(s): Bernardo Pereira |

| 25 de septiembre de 2016 | 3 Corrales                                                      | 2:0 (2:4 p.)               | 22 de Setiembre                                                 | Estadio R.I. 3 Corrales, Ciudad del Este                   |                                                            |
|                          | Richard Gauto 41' (pen.) · José González 89'                    | Reporte                    |                                                                 | Asistencia: 720 espectadores Árbitro(s): Vicente Figueredo | Asistencia: 720 espectadores Árbitro(s): Vicente Figueredo |
|                          |                                                                 | Tiros desde el punto penal |                                                                 |                                                            |                                                            |
|                          | Óscar Ávalos · Javier Portillo · Sergio Cabral · Elvio González |                            | Alan Barbosa · Elías Sarquis · Orlando Zayas · Júnior Aguilar · |                                                            |                                                            |

## Campeón
| Campeón 22 de Setiembre FBC de Encarnación 1.er título |

## Repechaje por el ascenso
El campeón del torneo disputó partidos de ida y vuelta contra el club Ameliano subcampeón de la Primera División B que definió el último cupo de ascenso a la Segunda División. La localía se estableció por sorteo, para la definición si había igualdad de puntos, se tendría en cuenta la diferencia de goles, si la igualdad persistía se definiría en tanda de penales.  El club 22 de Setiembre de Encarnación finalmente ganó el repechaje y logró su ascenso a la Segunda División.
| 2 de octubre, 16:00 Hs. | 22 de Setiembre                                          | 3:2     | Ameliano                               | Estadio El Bosque del Decano, Encarnación                |                                                          |
|                         | Derlis Benítez 53' · Elías Sarquis 68' · Diego Yager 73' | Reporte | Marcos Caballero 33' · Ángel Gómez 57' | Asistencia: 1586 espectadores Árbitro(s): Ulises Mereles | Asistencia: 1586 espectadores Árbitro(s): Ulises Mereles |

| 9 de octubre, 16:00 Hs. | Ameliano                                   | 2:2     | 22 de Setiembre                           | Estadio José Tomás Silva, Asunción                          |                                                             |
|                         | Marcos Caballero 69' · Rodrigo Jacquet 84' | Reporte | Alexander Ramírez 17' · Elías Sarquis 26' | Asistencia: 1333 espectadores Árbitro(s): Arnaldo Samaniego | Asistencia: 1333 espectadores Árbitro(s): Arnaldo Samaniego |